# Conilera stygia
Conilera stygia är en kräftdjursart som beskrevs av Alpheus Spring Packard 1900. Conilera stygia ingår i släktet Conilera och familjen Cirolanidae. Inga underarter finns listade i Catalogue of Life.